# You Make Me Wanna...
You Make Me Wanna... é uma canção do cantor norte-americano Usher, a música foi lançada dia 5 de Agosto de 1997 como primeiro single do seu segundo álbum de estúdio My Way. A canção foi escrita por Usher Raymond, Jermaine Dupri e Manuel Seal.

## Antecedentes e composição
|                                                    | "You Make Me Wanna..." A melodia faz uso pesado de violão. |
| Problemas para escutar este arquivo? Veja a ajuda. |                                                            |

Usher escreveu "You Make Me Wanna..." com Jermaine Dupri e Manuel Seal, que também produziram e tocaram instrumentos musicais na música. Phil Tan foi quem gravou a música no estúdio de gravação College Park, em College Park, Georgia. Tan and Dupri mixaram a gravação com a assistência de John and Brian Frye at Studio LaCoCo, em Atlanta, Georgia. "You Make Me Wanna..." tem fortes inspirações em R&B, soul e pop, e usa bastante violão, Também usa incorporação com chimbau e sinos.

## Lançamento
"You Make Me Wanna..." foi lançada como maxi single dia 5 de Agosto de 1997. A remixes maxi single was made available in the United States on September 9, 1997, e na Alemanha no dia 13 de Outubro de 1997. "You Make Me Wanna..." foi lançado como fita tape, CD single e vinil no Reino Unido no dia 12 de Janeiro de 1998. O vinil foi disponibilizado nos Estados Unidos no dia 24 de Abril de 2001. Cópias piratas da música foram destrinuídas na Europa antes do lançamento, fazendo-a popular. "You Make Me Wanna..." serve como a faixa de abertura do segundo álbum de estúdio de Usher, My Way, uma versão estendida conclui o álbum.

## Recepção da crítica
Robert Christgau em nota disse que "You Make Me Wanna..." é uma das melhores músicas do My Way. Whitney Pastorek  da Entertainment Weekly deu a canção uma avaliação A, e complementou como uma produção minimal. De acordo com Ann Powers dp The New York Times, a canção "coloca o tempero de volta na palavra 'relacionamento'." Um redator do The Vindicator escreveu, "A música é uma mistura melódica da voz de Usher, macia e juvenil e uma forte, faixa com ritmo otimista". Billy Johnson Jr. do Yahoo! Music comentou da produção em "You Make Me Wanna...", junto com a música "Nice and Slow" e "My Way", o segundo e terceiro single de My Way. O Daily News revisou o single o chamando de "maravilhoso". Ao revisar My Way, Ian Hyland do Sunday Mirror diss, "Músicas como 'You Make Me Wanna...', 'Nice And Slow' e 'Slow Jam' te fazem feliz. Christian Hopwood da BBC Music disse que "You Make Me Wanna..." tem "um appeal universal". No Valentine's Day de 2004, a VH1 listou a música como número 6 no "Top 10 Sexy Tunes".
"You Make Me Wanna..." deu a Usher o Billboard Award de Pop Singer of the Year, e o Soul Train Music Awards de Best R&B/Soul Single, Male|Best R&B/Soul Single, Male em 1998. A estação de rádio WQHT deu o título de Best R&B Song no inédito Hip Hop Awards. O cantor também recebeu uma nomeação no Grammy Award de Best Male R&B Vocal Performance pela música no 40th Grammy Awards, mas perdeu para 
R. Kelly 
"I Believe I Can Fly".

## Divulgação

### Videoclipe

Efeito de "clonagem" utilizado por Bille Woodruff.

O videoclipe de "You Make Me Wanna..." foi dirigido por Bille Woodruff. Ele começa com Usher sentado a frente de um resto parede lanraja, golpeado por uma guitarra, antes de cortar para a cena de um quarto branco e roxo onde ele esta com a camisa aberta. Ele caminha para um fundo azul rodeado por quatro dançarinos. A cena é substituída por cinco clones de Usher dançando em volta e sentados em bancos. O vídeo com Usher realizando a coreografia; intercalando com cenas de Usher cantando a música no fundo azul. No fim do vídeo, ele tira a camisa na sala azul e roxa, e finalmente Usher e seus dançarinos tiram seu sapatos e se retiram.

### Performances ao vivo
Usher fez uma performance de "You Make Me Wanna..." no dia 31 de Dezembro de 1997 no Dick Clark's New Year's Rockin' Eve, um programa de Réveillon para o ano-novo 1998. Ele também cantou no sitcom de Moesha.

## Faixas e formatos
| Maxi single |                                                        |         |  |
| N.º         | Título                                                 | Duração |  |
| 1.          | "You Make Me Wanna..."                                 | 3:39    |  |
| 2.          | "You Make Me Wanna... (JD remix)"                      | 3:39    |  |
| 3.          | "You Make Me Wanna... (Lil' Jon's Eastside Remix)"     | 4:26    |  |
| 4.          | "You Make Me Wanna... (Timbaland Remix)"               | 3:58    |  |
| 5.          | "You Make Me Wanna... (Instrumental)"                  | 3:17    |  |
| 6.          | "Think Of You (Lil Jon's Eastside Remix Instrumental)" | 3:57    |  |

| CD Single |                                                              |         |  |
| N.º       | Título                                                       | Duração |  |
| 1.        | "You Make Me Wanna..."                                       | —       |  |
| 2.        | "You Make Me Wanna...(Tuff Jam Classic Garage Mix)"          | —       |  |
| 3.        | "You Make Me Wanna...(Tuff Jam Classic Garage instrumental)" | —       |  |
| 4.        | "You Make Me Wanna...(Tuff Jam UVM Dub Mix)"                 | —       |  |
| 5.        | "You Make Me Wanna... (Instrumental Dub Mix)"                | —       |  |

| Vinil |                                                    |         |  |
| N.º   | Título                                             | Duração |  |
| 1.    | "You Make Me Wanna..."                             | 3:39    |  |
| 2.    | "You Make Me Wanna... (JD remix)"                  | 3:39    |  |
| 3.    | "You Make Me Wanna... (Lil' Jon's Eastside Remix)" | 4:26    |  |
| 4.    | "You Make Me Wanna... (Timbaland Remix)"           | 3:58    |  |
| 5.    | "You Make Me Wanna... (A Cappella) "               | 3:17    |  |
| 6.    | "Think Of You (Instrumental)"                      | 3:57    |  |

## Posições e certificações
| País           | Tabelas musicais (1997 – 1998)     | Melhor posição |
| -------------- | ---------------------------------- | -------------- |
| Alemanha       | Germany Charts                     | 18             |
| Austrália      | Australian ARIA Singles Chart      | 6              |
| Bélgica        | Ultratop 50 (Flanders)             | 42             |
| Bélgica        | Ultratop 40 (Wallonia)             | 30             |
| Canadá         | Canadian Hot 100                   | 6              |
| França         | French Singles Chart               | 20             |
| Países Baixos  | Dutch Top 40                       | 7              |
| Nova Zelândia  | New Zealand Singles Chart          | 15             |
| Noruega        | Norway Singles Chart               | 12             |
| Suécia         | Sweden Singles Chart               | 24             |
| Suíça          | Swiss Music Charts                 | 12             |
| Reino Unido    | UK Singles Chart                   | 1              |
| Estados Unidos | Billboard Hot 100                  | 2              |
| Estados Unidos | Hot R&B/Hip-Hop Songs              | 1              |
| Estados Unidos | Hot Dance Music/Maxi-Singles Sales | 1              |
| Estados Unidos | Pop Songs                          | 7              |
| Estados Unidos | Rhythmic Top 40                    | 1              |

| País           | Tabelas musicais de final de ano (1997) | Melhor posição |
| -------------- | --------------------------------------- | -------------- |
| Estados Unidos | Billboard Hot 100                       | 14             |
| Estados Unidos | Hot R&B/Hip-Hop Songs                   | 5              |

| País           | Tabelas musicais de final de ano (1998) | Melhor posição |
| -------------- | --------------------------------------- | -------------- |
| Estados Unidos | Billboard Hot 100                       | 15             |
| Estados Unidos | Hot R&B/Hip-Hop Songs                   | 15             |

| País           | Chart (1990 – 1999) | Melhor posição |
| -------------- | ------------------- | -------------- |
| Estados Unidos | Billboard Hot 100   | 45             |

| País           | Certificação |
| -------------- | ------------ |
| Australia      | Ouro         |
| Reino Unido    | Prata        |
| Estados Unidos | Platina      |